# Actinidia rufa
Actinidia rufa là một loài thực vật có hoa trong họ Dương đào. Loài này được (Siebold & Zucc.) Planch. ex Miq. mô tả khoa học đầu tiên năm 1876.